# جيف باركر (كاتب)
جيف باركر (بالإنجليزية: Jeff Parker)‏ (3 يناير 1974)؛ روائي أمريكي. درس في جامعة فلوريدا.